# Siboglinum timorense
Siboglinum timorense är en ringmaskart som beskrevs av Southward 1961. Siboglinum timorense ingår i släktet Siboglinum och familjen skäggmaskar. Inga underarter finns listade i Catalogue of Life.